# Ipotenar
L'ipotenar o eminenza ipotenar o eminenza ipotenare è il rilievo carnoso, di forma pressoché cilindrica, localizzato nella regione interna della faccia palmare della mano e alla base del mignolo. È costituito da 3 muscoli che controllano il movimento del mignolo.

## Struttura
I muscoli dell'eminenza ipotenar sono, in direzione mediolaterale:
- Il muscolo abduttore del mignolo
- Il muscolo flessore breve del mignolo
- Il muscolo opponente del mignolo

A questi si aggiunge anche il muscolo palmare breve, cutaneo, di forma triangolare, che si trova tra il sottocutaneo e l'aponeurosi palmare.

## Innervazione
Tutti i muscoli dell'eminenza ipotenar sono innervati dal ramo profondo (ramus profundus) del nervo ulnare.

## Funzione
Quando con la mano si cerca di afferrare un oggetto, l'eminenza ipotenar si contrappone all'eminenza tenar formando un cuscino carnoso che facilita la prensione.

## Sindromi associate
L'atrofia dell'eminenza ipotenar è una condizione che si associa ad alcune sindromi compressive del nervo ulnare all'arto superiore.
La sindrome del martello ipotenare è una rara sindrome che si associa ad uno stato di insufficienza vascolare cronica della mano.